# Dimitri von Rostow
Dimitri von Rostow (russisch Димитрий Туптало, bürgerlicher Name Daniil Sawwitsch Tuptalo, Даниил Саввич Туптало; * 11. Dezemberjul. / 21. Dezember 1651greg. in Makarow, Kosaken-Hetmanat; † 28. Oktoberjul. / 8. November 1709greg. in Rostow, Zarentum Russland) war von 1702 bis 1709 Metropolit in Rostow.

## Leben

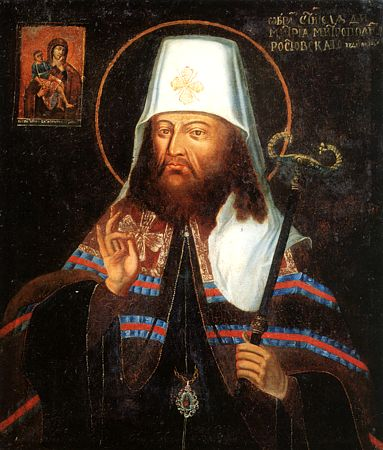
Dimitri Tuptalo

Dimitri von Rostow stammte aus einer Adelsfamilie. Sein Vater war Sawwa Grigorjewitsch Tuptalo († 5. Januar 1703), seine Mutter Marija Michajlowna († 29. März 1689). 1660 zog die Familie nach Kiew. 1662–1665 studierte er am Kollegium, das Metropolit Petro Mohyla gegründet hatte. Dann trat er in das Kloster des heiligen Kyrill in Kiew ein. Am 9. Juli 1668 empfing er bei der Mönchsweihe den Namen Dimitri. Am 23. Mai 1675 wurde er im Dreieinigkeitskloster Gustyn (Kreis Pryluky) zum Priestermönch geweiht. Dimitri zeichnete sich durch Charakterfestigkeit, Gelehrsamkeit und die Gabe des Wortes aus. 1675 predigte er in Tschernihiw, 1677 in Sluzk und 1679 in Baturyn. Seine Ansprachen waren typisch für die Barockzeit: Metaphern, Allegorien, Embleme, literarische Topoi, rhetorische Figuren, Fragen und Ausrufe waren häufig. 1681 wurde er Hegumen im Verklärungskloster Maksakow (Kreis Borsna), 1682 im Nikolauskloster bei Baturyn.
1684 begann er sein Lebenswerk, das Buch mit den Lebensbeschreibungen der Heiligen, Leseminäen genannt. Seine Quellen waren das Menologium des Symeon Metaphrastes, die Leseminäen von Metropolit Makari (1482–1563) und die Vitensammlungen der Bollandisten. Die Leseminäen Dimitris sind seit Jahrhunderten verbreitet, fanden und finden einen großen Leserkreis. Es hat keinen Versuch gegeben, sie durch ein anderes Werk dieser Art zu ersetzen.
1694 wurde Dimitri Hegumen im Kloster der heiligen Petrus und Paulus bei Hluchiw, 1697 im Kloster des heiligen Kyrill in Kiew und 1699 Archimandrit im Verklärungskloster in Nowhorod-Siwerskyj.
Am 23. März 1701 wurde Dimitri in Moskau zum Bischof geweiht. Am 4. Januar 1702 wurde er Metropolit von Rostow und Jaroslawl. Er wirkte vor allem für die Ausbildung des Klerus und beseitigte Missstände.

## Kanonisierung
Am 22. April 1757 wurde Dimitrij kanonisiert. Sein Gedenktag ist am 28. Oktober / 10. November.

## Werke
- Apologija wo utolenie petschali tscheloweka suschtscha w bede, gonenii i osloblenii, Tschernigow 1696.
- Diariusch ili Dnewnye Sapiski, Moskau 1781.
- Duchownoe saweschtschanie, Moskau 1717.
- Is neisdannych sotschinenij, hg. v. Amfilochi Sergijewski-Kasanski, Moskau 1889.
- Kelejnaja Letopis, Moskau 1781.
- Kelejnyj letopisez, hg. v. E.A.Lukjanow, Moskau 2000, ISBN 5-87468-059-4.
- Knigi schitij swjatych, 4 Bde., Moskau 1789–1829.
- Ostalnyja sotschinenija, Moskau 1804.
- Propowedy na ukrainskom naretschii, hg. v. A.A.Titow, Moskau 1909.
- Roschdestwenskaja drama, hg. v. E.M.Lewaschew, Moskau 1989.
- Rozysk, t.e. rassmotrenije o raskolnitscheskoj brynskoj were, Moskau 1745.
- Runo oroschennoe, Nowgorod Sewerski 1677.
- Schitija swjatych, 12 Bde., Moskau 1997–1999.
- Sotschinenija, 4 Bde., Moskau 1805–1807.
- Tschuda Preswjatoj i Preblagoslowennoj Dewy Marii, Nowgorod Sewerski 1677.
- Tworenija, 3 Bde., Moskau 2005, ISBN 5-98891-001-7.
- Uspenskaja drama, hg. v. M.N.Speranski, Moskau 1907.